# 可分空间
在数学中，一个拓扑空间被称为可分空间当它包含一个可数的稠密子集，也就是说，存在一个序列{\displaystyle \{x_{n}\}_{n=1}^{\infty }}，使得此空间中的每个非空的开子集都有这个序列中的至少一个元素。
如可数性公理一样，可分性是一种对空间“大小”的“限制”，虽然这个限制并不一定就是对空间中元素多少的限制（然而在豪斯多夫公理成立的时候这两者是一样的）。特别地，可分空间中的每个连续函数，只要其图像是某个豪斯多夫空间的子集的话，就会被其在某个可数的稠密子集上的取值所确定。
一般来说，对于经典分析学和几何学中的空间来说，可分性是一个很有用的技术性假设，也被认为是比较弱的假设。

## 例子
首先，所有的由有限集或者可数集构成的空间都是可分空间。由不可数集所构成的拓扑空间中，一个可分空间的重要例子是由所有实数组成的实数集空间，因为所有的有理数在其中构成了一个可数的稠密子集。类似地，所有由向量{\displaystyle (r_{1},\ldots ,r_{n})} 所构成的空间 {\displaystyle \mathbb {R} ^{n}}也是可分空间，也即是说，所有的有限维欧几里德空间都是可分的。
不可分空间的一个简单例子是基数不可数的离散空间。

## 可分性与第二可数性
每个第二可数空间都是可分的: 如果 {\displaystyle \{U_{n}\}} 是一个可数基底，那么只要选择任意一个 {\displaystyle x_{n}\in U_{n}} 就可以得到一个可数并且稠密的子集。反过来说，一个度量空间可分当且仅当它是第二可数的或林德洛夫空间。